# Корнеліус ван Рітсхотен
Корнеліс «Конні» ван Рітсхотен (англ. Cornelis "Conny" van Rietschoten; 23 березня 1926 - 17 грудня 2013) — голландський яхтенний капітан, шкіпер, бізнесмен. Єдиний в історії капітан, який двічі виграв навколосвітні перегони «Whitbread Round World Race» (1978, 1982).
Виграв перегони 1981-1982 рр. з новим рекордом — 120 днів. Під час другого етапу цих перегонів пережив серцевий напад, але наказав команді продовжувати гонку. Після перемоги залишив вітрильний спорт.